# ギムリ
ギムリ（Gimli, 第三紀2879年 - ）は、J・R・R・トールキンの中つ国を舞台とした小説、『指輪物語』の登場人物。ドワーフ。

## 概要

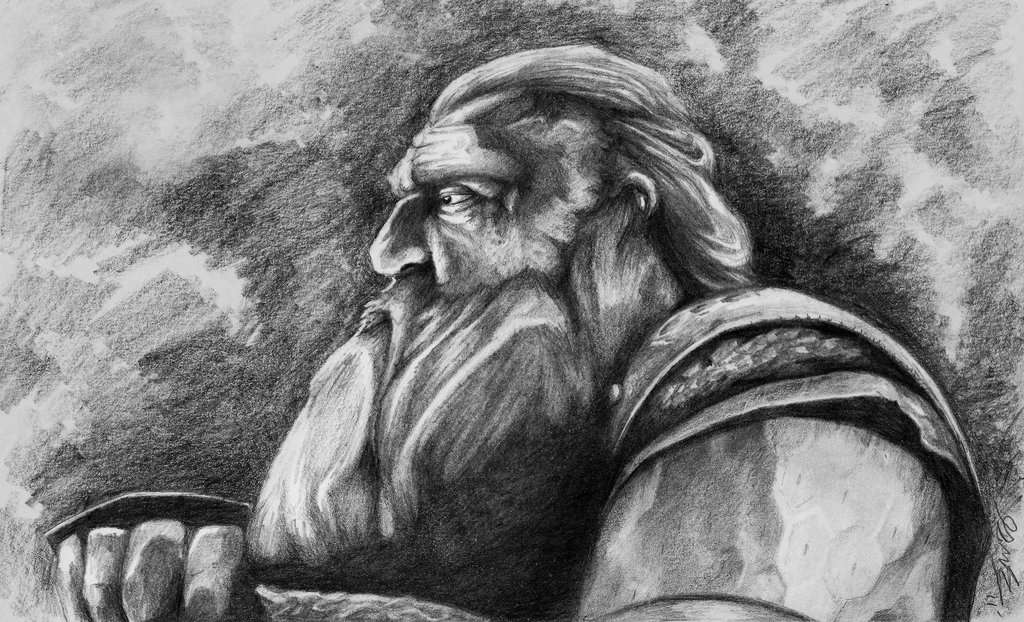
ギムリ

「指輪の仲間」の一員。『ホビットの冒険』でビルボと共に冒険をしたドワーフ、グローインの息子。『ホビットの冒険』の時点では若すぎて同行させられなかったが、77年後が舞台となる『指輪物語』でフロド・バギンズの旅の仲間（指輪の仲間）となり、重要な役割を果たした。
旅の当初はドワーフ族とエルフ族の因縁から指輪の仲間の1人である闇の森のエルフ王の息子レゴラスとも不仲だったが、旅の間に長い時間をかけて信頼を育みエルフとの友情を受け入れることが出来た。
指輪戦争後、はなれ山の一族の一部とともにローハンの燦光洞に移住しそこの領主となったが、やがてレゴラスとともに西の海のむこう、神々の住む国アマンへと旅立ったとされる。
実写映画の『ロード・オブ・ザ・リングシリーズ』では、ジョン・リス＝デイヴィスがギムリを演じた。